# JR Hokkaido Bus
JR Hokkaido Bus Co.,ltd. (ジェイ・アール北海道バス株式会社, Jei āru Hokkaidō basu kabushikigaisha) est un opérateur de lignes d'autobus basé à Hokkaidō, au Japon. Filiale à 100 % de la Hokkaido Railway Company (JR Hokkaido), JR Hokkaido Bus est l'une des huit compagnies JR Bus.
JR Hokkaido Bus exploite des lignes reliant les villes d'Hokkaidō, ainsi que des services urbains locaux à Sapporo. La compagnie exerce aussi une activité d'affrètement pour des services de bus touristiques.

## Réseau

### Lignes interurbaines
JR Hokkaido Bus exploite les lignes interurbaines suivantes :
- Otaru Express (Sapporo - Otaru),
- Asahikawa Express (Sapporo - Asahikawa),
- Potato Liner (Sapporo - Obihiro),
- Mombetsu Drift Ice Express (Sapporo - Monbetsu),
- Erimo Express (Sapporo - Erimo),
- Hiroo Santa Clause Express (Sapporo - Hiroo),
- Tomamo Limited Express (Tomakomai - Erimo).

### Lignes urbaines
JR Hokkaido Bus exploite des bus urbains à Sapporo et sa banlieue.